# Relació de Gibbs-Helmholtz
La relació de Gibbs–Helmholtz és una equació termodinàmica que s'utilitza per calcular els canvis en l'energia de Gibbs d'un sistema en funció de la temperatura. Rep el nom de Josiah Willard Gibbs i Hermann von Helmholtz.

## Equació
L'equació és la següent:
| {\displaystyle \left({\frac {\partial (G/T)}{\partial T}}\right)_{p}=-{\frac {H}{T^{2}}},} |
on H és l'entalpia, T la temperatura absoluta, G és l'energia de Gibbs del sistema, tot a pressió constant p. L'equació afirma que el canvi en el ratio G/T a pressió constant com a resultat d'un canvi infinitessimalment petit en la temperatura és factor de H/T².

## Reaccions químiques
Les aplicacions són típiques són les reaccions químiques. L'equació diu:
{\displaystyle \left({\frac {\partial (\Delta G^{\ominus }/T)}{\partial T}}\right)_{p}=-{\frac {\Delta H}{T^{2}}}}
On {\displaystyle \Delta G} és la variació de l'energia de Gibbs i {\displaystyle \Delta H} és la variació d'entalpia (considerat independentment de la temperatura). El o denota condicions estàndard (1 bar).
Integrant repecte T (un altre cop p és constant) esdevé:
{\displaystyle {\frac {\Delta G^{\ominus }(T_{2})}{T_{2}}}-{\frac {\Delta G^{\ominus }(T_{1})}{T_{1}}}=\Delta H^{\ominus }(p)\left({\frac {1}{T_{2}}}-{\frac {1}{T_{1}}}\right)}
Aquesta equació ens permet calcular ràpidament l'increment d'energia lliure de Gibbs en una reacció química a qualsevol temperatura  T₂ sabent únicament l'variació estàndard de l'energia de Gibbs i l'variació estàndard de l'entalpia pels components individuals.
A més, usant l'equació de reaccions isotèrmiques, 
{\displaystyle {\frac {\Delta G^{\ominus }}{T}}=-R\ln K}
que relaciona l'energia de Gibbs amb una constant d'equilibri químic, es pot derivar l'equació de Van 't Hoff.

## Derivació

### Rerefons
La definició de la funció de Gibbs és:
{\displaystyle H=G+ST\,\!}
on H és l'entalpia definida com:
{\displaystyle H=U+pV\,\!}
Prenent diferencials de cada definició per trobar dH i dG, i llavors utilitzant la relació fonamental de la termodinàmica (que es compleix sempre en processos reversibles o irreversibles):
{\displaystyle dU=T\,dS-p\,dV\,\!}
on S és l'entropia, V és el volum, (amb signe negatiu degut a la reversibilitat, en què dU = 0: a part del de la pressió-volum, es pot realitzar més treball, que serà igual a −pV) porta la forma revertida de la relació fonamental inicial a una nova equació mestra:
{\displaystyle dG=-S\,dT+V\,dp\,\!}
Aquesta és l'energia de Gibbs per un sistema tancat. L'equació de Gibbs–Helmholtz es pot derivar a partir d'aquesta segona equació mestra i la regla de la cadena per derivades parcials.
| Derivació |
| --- |
| Partint de l'equació {\displaystyle dG=-S\,dT+V\,dp={\frac {\partial G}{\partial T}}\,dT+{\frac {\partial G}{\partial p}}\,dp\,\!} a pressió constant, és a dir dp = 0. Llavors dG es redueix a {\displaystyle dG_{p}=-S\,dT=\left({\frac {\partial G}{\partial T}}\right)_{p}\,dT\quad \rightarrow \quad -S=\left({\frac {\partial G}{\partial T}}\right)_{p}.\,\!} La dependència de la ràtio G/T respecte a T es troba mitjançant la regla del producte de les derivades: {\displaystyle \left({\frac {\partial (G/T)}{\partial T}}\right)_{p}={\frac {1}{T}}\left({\frac {\partial G}{\partial T}}\right)_{p}+G{\frac {\partial (T^{-1})}{\partial T}}={\frac {T\left({\frac {\partial G}{\partial T}}\right)_{p}-G}{T^{2}}}={\frac {-ST-G}{T^{2}}}=-{\frac {H}{T^{2}}}\,\!} |